# بخش نیرمال
بخش نیرمال (به انگلیسی: Nirmal district) یک منطقهٔ مسکونی در هند است که در تلانگانا واقع شده‌است. بخش نیرمال ۳٬۸۴۵ کیلومتر مربع مساحت و ۱۱۴٬۰۰۰ نفر جمعیت دارد.